# سيتوبلازمية هجينة
سيتوبلازمية هجينة أو هَجينٌ خَلَوِيّ، (بالإنجليزية: cytoplasmic hybrid)‏ وهو تعبير يطلق على خط الخلايا حقيقة النواة تنتج من خلال اندماج خلية كاملة مع السايتوبلاست. وهي (الأخيرة) خلايا ذوات نواة.

## اقرأ أيضا
- الفصع